# 豐隆金融
豐隆金融有限公司，簡稱豐隆金融（英語：Hong Leong Finance Limited，SGX：S41），在1961年，於新加坡（總部）成立前身為「新加坡財務有限公司」。
業務在新加坡經營中小企業融資、政府援助計劃、消費或企業貸款、存款儲蓄、金融產品服務推廣等。
股份在1974年於新加坡交易所主板上市，直至1979年被豐隆集團收購。主席為郭令明，而弟弟郭令裕為前非執行董事，是在2001年委任，直至2015年11月16日離世，享年62歲，原因是在早上寓所睡夢中突然心臟病發。

## 外部連結
- HLF.com.sg（页面存档备份，存于）